# Giulio Ercolessi
Giulio Ercolessi (Trieste, 10 gennaio 1953) è un politico e scrittore italiano.
È stato segretario nazionale del Partito Radicale dal 1973 al 1974.

## Biografia
Iscritto al Partito Radicale dal 1971, ne è stato fin dall’inizio un dirigente nazionale, ricoprendo svariate cariche, fra cui quella di segretario nazionale dal 1973 al 1974, anno del referendum sul divorzio. In seguito è nella minoranza del partito. Lascia la politica attiva nel 1982.
Dal 2013 è nel board della Federazione umanista europea, di cui dal 2016 è vicepresidente e poi presidente dal 2017 al 2020.
È stato membro dei consigli di amministrazione di alcune società nel settore ospedaliero.

## Opere
- L'Europa verso il suicidio?, Dedalo editore, 2009
- Sfascismo costituzionale. Come uscire vivi da un azzardo politico temerario. Una proposta liberale, Aracne Editrice, 2015